# Glaucocharis exotica
Glaucocharis exotica là một loài bướm đêm trong họ Crambidae.